# Alecu Donici
Alecu Donici, właściwie Alexandru Donici (ur. 19 stycznia 1806 w wiosce Bezeni, obecnie Donici, powiat Orhei, zm. 21 stycznia 1865 w Piatra Neamț) – poeta, bajkopisarz, tłumacz, klasyk literatury mołdawskiej i rumuńskiej.

## Życiorys
Alecu Donici był najstarszym z czwórki dzieci Dimitrie Donici i Ileana Lambrino. Pochodził ze szlacheckiej rodziny bojarów. W 1819 rozpoczął naukę w akademii wojskowej w Sankt Petersburgu. W 1825 w stopniu porucznika został przydzielony do pułku armii carskiej w Jekaterynburgu w południowej Besarabii. Trzy lata później opuścił armię i przeniósł się do Kiszyniowa, gdzie zajmował różne urzędy publiczne. W 1835 przeprowadził się do Jassów, a następnie do Piatra Neamț, gdzie pracował w instytucjach edukacyjnych i sądownictwie.

## Twórczość

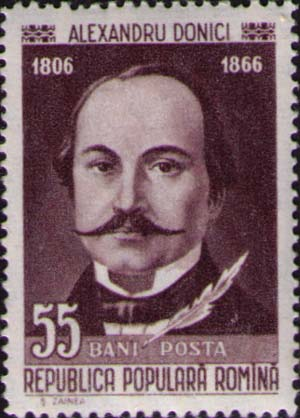
Znaczek pocztowy z 1960 z wizerunkiem Alexandru Donici

W Kiszyniowie poznał Constantina Negruzzi, z którym przyjaźnił się przez wiele lat i tłumaczył dzieła Antiocha Kantemira. W 1835 został wyróżniony jako tłumacz w moskiewskim czasopiśmie Teleskop, tłumacząc bajki Puszkina i Kryłowa.
Największym dziełem Alecu Donici są bajki Fabule, wydane w dwóch tomach w 1840 i 1842, które cieszyły się dużą popularnością i były wysoko cenione. Tworząc je inspirował się bajkami La Fontaine’a i Kryłowa.
Donici pracował w sądzie apelacyjnym i aktywnie uczestniczył w rozwoju edukacji publicznej, teatru i prasy. Utrzymywał bliskie kontakty ze współczesnymi mu literatami, publikował w czasopismach: Albina romanească, Dacia literară, Propășirea. Pisał wiersze, bajki i sztuki teatralne. Jego twórczość cenili m.in.: Mihail Kogălniceanu, Grigore Alexandrescu, Vasile Alecsandri i Mihai Eminescu.
Donici przekładał dzieła Michaiła Lermontowa, Cyganów Puszkina, Tunsul Alexandra Veltmana, Toată viața femeiască în cîteva ceasuri O. Senkowskiego, Marea Neagră și împrejurimile ei A.I. Zașciuc oraz wielu innych klasyków.

## Muzeum

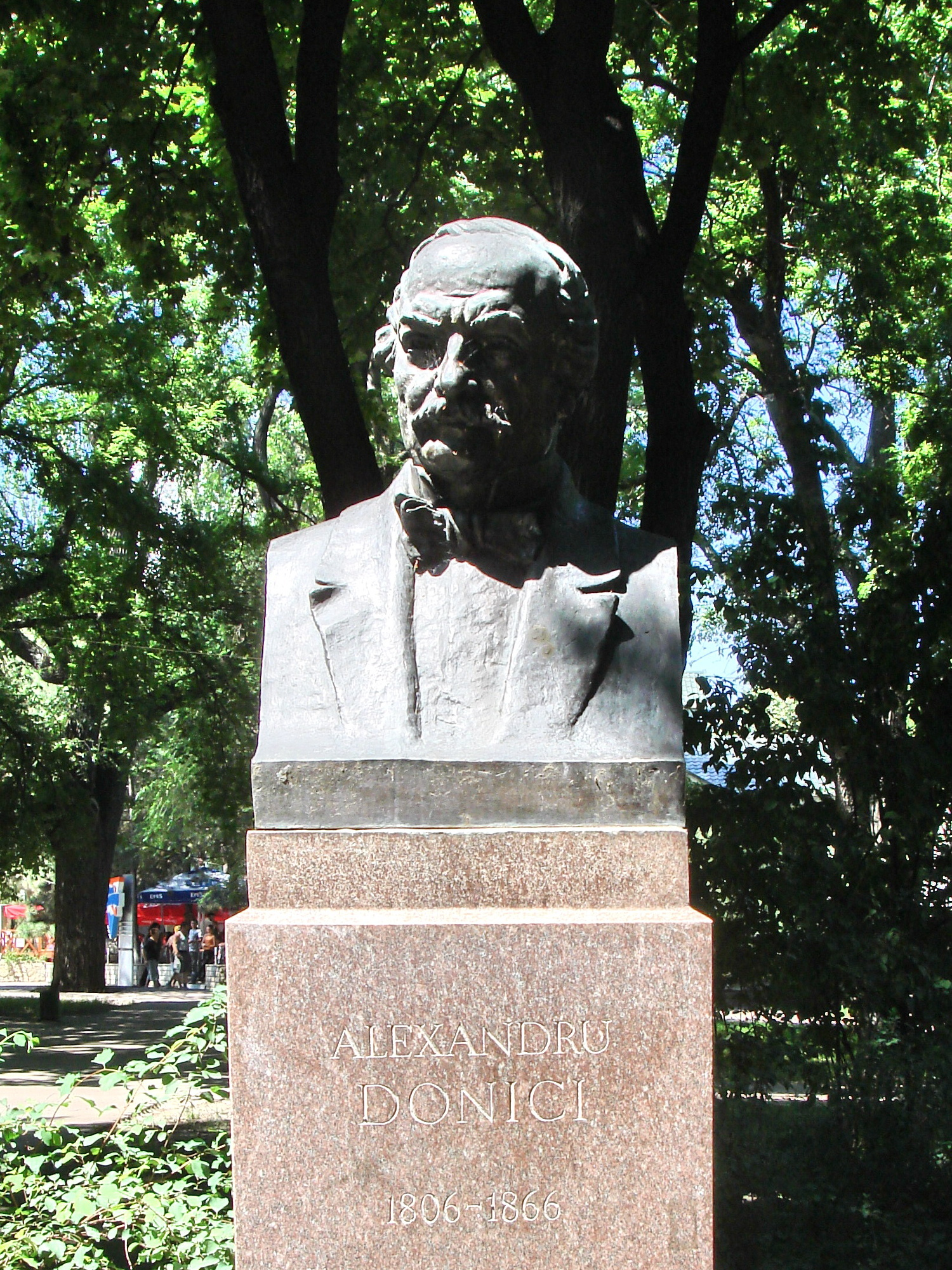
Pomnik Alecu Donici w Alei Klasyków w Kiszyniowie.

Muzeum Alexandru Donici mieści się w domu rodzinnym Alecu, w wiosce Donici, około 30 km od miasta Orhei, w Mołdawii. Na początku lat 90. mieściła się tu szkoła. W 1976 przenaczony został na muzeum, które otwarte zostało w 1977. Pierwszym dyrektorem obiektu była Ecaterina Ciobanu, kolejnym mąż Ecateriny, Alexandru Ciobanu.
Muzeum znajduje się w środku niewielkiego parku, w pobliżu jest niewielki kościół, zbudowany przez ojca pisarza, oraz cmentarz rodziny. Dom składa się z 4 pokoi, w których znajdują się eksponaty z XIX w. przekazane przez Narodowe Muzeum Historyczne. Spośród 130 eksponatów jedynie pistolet z XIX w. jest przedmiotem należącym do Alecu Donici.

## Aleja Klasyków
Pomnik Alexandru Donici znajduje się w Alei Klasyków, w parku Stefana Wielkiego w Kiszyniowie. Znajduje się w nim 27 rzeźb przedstawiających wybitnych twórców kultury i literatury oraz historyków związanych z Mołdawią lub z kulturą rumuńskojęzyczną. Pomnik Donici wykonał w 1957 Ioan Cheptănaru.

## Ważniejsze dzieła
- Fabule[7]
- Scrieri[8]